# Juan de Vera

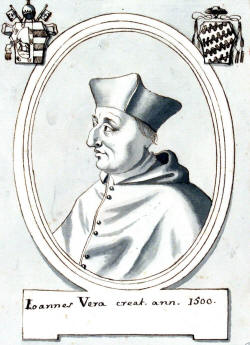
Kardinal Juan de Vera

Juan de Vera (italienisch Giovanni de Vera; * 25. November 1453 in Alzira; † 4. Mai 1507 in Rom) war Erzbischof von Salerno und Kardinal.

## Leben
Früh zog er nach Rom, wo er sich dem Studium widmete, und wurde dort zum Doctor iuris utriusque promoviert. Er trat in den Dienst von Kardinal Rodrigo Borgia, dem späteren Papst Alexander VI., und war Tutor von Cesare Borgia, dem Sohn des Kardinals. Am 10. Juli 1500 wurde er von Papst Alexander VI. zum Erzbischof von Salerno ernannt, dieses Amt hatte er bis zu seinem Tod inne.
Derselbe Papst erhob ihn im Konsistorium vom 28. September 1500 in pectore zum Kardinal, dies wurde am 2. Oktober desselben Jahres bekanntgemacht, und Juan de Vera empfing am selben Tag den Kardinalshut. Am 5. Oktober 1500 erhielt er Santa Balbina als Titelkirche. Im Konsistorium vom 5. Oktober 1500 wurde Juan de Vera zum päpstlichen Legaten in den Königreichen Aragonien, Kastilien, Portugal, Frankreich und England ernannt, um den Kreuzzug zu fördern. Im Jahr 1501 wurde er Legat in den Marken, am 13. November 1501 kehrte er nach Rom zurück.
Juan de Vera nahm am ersten Konklave von 1503 teil, das Papst Pius III. wählte. Er war auch Teilnehmer am zweiten Konklave 1503, aus dem Julius II. als Papst hervorging. Von 1503 bis 1504 war er Kanoniker des Domkapitels von Burgos. Von 1504 bis 1505 war er Kämmerer des Heiligen Kardinalskollegiums. Am 7. August 1504 wurde er zum Prior der Stiftskirche San Pietro de Fraga in Léria ernannt.
Am 14. Mai 1505 wurde er zum Administrator des Bistums León ernannt. Da der Papst den Bischof ohne Zustimmung von König Ferdinand V. von Kastilien und León ernannte, lehnte Juan de Vera es ab, die Ernennung anzunehmen. Daher wurden die Einkünfte und Bezüge des Kardinals beschlagnahmt. Der Kardinal starb, ohne dass die Angelegenheit geklärt war, und ohne jemals den ihm zugedachten Bischofssitz in Besitz zu nehmen, und wurde in der römischen Kirche Sant’Agostino beigesetzt.